# Torrenova (Rom)

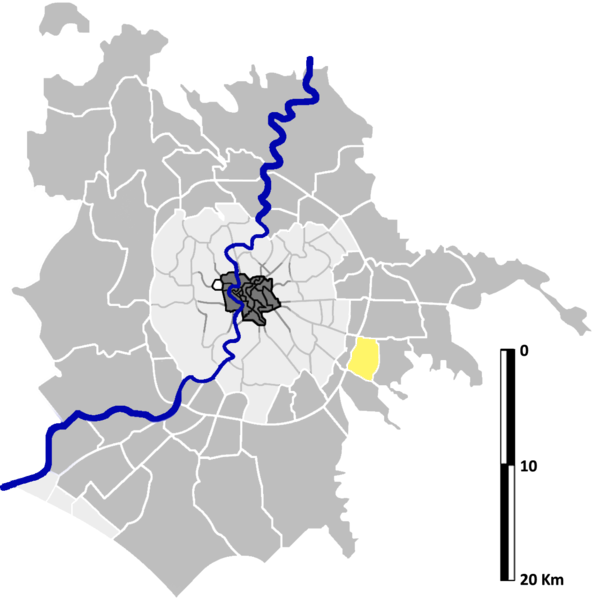
Lage von Torrenova in Rom

Torrenova bezeichnet die 16. Zone, abgekürzt als Z.XVI, der italienischen Hauptstadt Rom. Im Gegensatz zu den Rioni, Quartieri und Suburbi sind es die ländlicheren Gebiete von Rom. Sie gehört zum Municipio VI sowie VII und zählt 29.563 Einwohner (2016). Sie befindet sich im Osten der Stadt außerhalb der römischen Ringautobahn A90 und hat eine Fläche von 7,3397 km².

## Geschichte
Torrenova wurde am 13. September 1961 durch Beschluss des Commissario Straordinario gegründet. Damals wurde der Ager Romanus in 59 Zonen geteilt, denen eine römische Zahl zugeteilt wurde und ein Z vorgestellt wurde. Davon wurden sechs an die neugegründete Gemeinde Fiumicino komplett ausgegliedert und drei weitere teilweise.

## Besondere Orte
- Universität Tor Vergata